# Lachnomyrmex victori
Lachnomyrmex victori là một ant that được khám phá và được mô tả bởi Feitosa, R. M. & Brandao, C. R. F. năm 2008.